# Jason's Deli
O Jason's Deli é uma cadeia americana de restaurantes fast casual fundada em 1976 em Beaumont, Texas, por Joe Tortorice, Jr. Atualmente, existem mais de 245 estabelecimentos em 29 estados. O menu inclui sanduíches, wraps, batatas assadas, massas, sopas, saladas e sobremesas, bem como itens de catering, como almoços embalados. A estação de sorvete grátis também é um grande atrativo para a maioria dos clientes.

## História
Foi fundada em Beaumont, Texas, em 30 de novembro de 1976, por Joe Tortorice Jr. e os seus sócios Rusty Coco, Pete Verde e Pat Broussard. O seu nome foi dado em homenagem ao filho mais velho de Tortorice, Jay.
Joe e Rusty cresceram no sector alimentar. Os seus pais eram proprietários de mercearias de bairro em Beaumont. O local original do Jason's Deli ainda está em operação em seu local original na 112 Gateway St. A cadeia começou a franquear em 1988, com a primeira loja franqueada aberta em Tucson, Arizona.
Em setembro de 2019, havia 295 locais em 29 estados. Em agosto de 2008, Jason's Deli ficou em primeiro lugar em vendas anuais na lista dos dez melhores grupos de restaurantes da QSR Magazine com menos de 300 locais. A empresa-mãe, Deli Management, Inc., possui a maioria dos restaurantes de delicatessen.
Em 2019, Joe morreu após uma batalha de 19 meses contra o cancro. Tinha 70 anos.

## Cardápio
A empresa oferece um menu de charcutaria normal, incluindo sanduíches tradicionais, como Po'boys e muffalettas. Cada charcutaria tem um bar de saladas e uma seleção diária de sopas. Também servem outros produtos, como batatas assadas, massas e saladas.
Em abril de 2005, a empresa concluiu um plano de cinco anos para eliminar as gorduras trans adicionadas ao seu menu. Em outubro de 2008, a empresa eliminou o xarope de milho com elevado teor de frutose dos seus alimentos.
Além disso, a empresa eliminou o MSG de todos os seus alimentos.
A Jason's Deli também introduziu produtos sem glúten. A charcutaria também tem sorvetes para os seus clientes, gratuitamente.